# سومالی‌لند ایتالیا
سومالی لند ایتالیا (ایتالیایی: Somala italiana) تحت‌الحمایه پادشاهی ایتالیا در سومالی امروزی بود.